# Rhacophorus gauni
Rhacophorus gauni es una especie de ranas que habita en Malasia y Indonesia.
Esta especie está en peligro de extinción por la pérdida de su hábitat natural.